# Maechidius kiwanus
Maechidius kiwanus är en skalbaggsart som beskrevs av Britton 1957. Maechidius kiwanus ingår i släktet Maechidius och familjen Melolonthidae. Inga underarter finns listade i Catalogue of Life.